# 2020년 하계 올림픽 아랍에미리트 선수단
2020년 하계 올림픽 아랍에미리트 선수단은 2021년 일본 도쿄에서 열린 2020년 하계 올림픽에 참가한 올림픽 아랍에미리트 선수단이다.
아랍에미리트는 2020년 도쿄 하계 올림픽에 참가했다. 원래 2020년 여름에 열릴 예정이었던 올림픽은 코로나19 범유행으로 인해 2021년 7월 23일부터 8월 8일로 연기되었다. 이는 아랍에미리트가 하계 올림픽에 10회 연속 출전한 것이었다.

## 출전 선수
| 종목 | 남자 | 여자 | 전체 |
| ---- | ---- | ---- | ---- |
| 육상 | 1    | 0    | 1    |
| 유도 | 2    | 0    | 2    |
| 사격 | 1    | 0    | 1    |
| 수영 | 1    | 0    | 1    |
| 전체 | 5    | 0    | 5    |

## 같이 보기
- 올림픽 아랍에미리트 선수단